# Adrian Fenty
Adrian Malik Fenty (Washington D.C., 6 december 1970) was de zesde burgemeester van het District of Columbia. Zijn termijn begon op 2 januari 2007, toen hij 36 jaar oud was. Daarmee was hij de jongste persoon die deze functie bekleedt.